# ایندوای
ایندوای (به پرتغالی: Indiavaí) یک منطقهٔ مسکونی در برزیل است که در ماتو گروسو واقع شده‌است. ایندوای ۲٬۷۷۹ نفر جمعیت دارد.